# Aristida pilgeri
Aristida pilgeri är en gräsart som beskrevs av Johannes Jan Theodoor Henrard. Aristida pilgeri ingår i släktet Aristida och familjen gräs.
Artens utbredningsområde är Namibia. Inga underarter finns listade i Catalogue of Life.